# Prosopocera capeneri
Prosopocera capeneri es una especie de escarabajo longicornio del género Prosopocera, categorizada en la tribu Prosopocerini, de la subfamilia Lamiinae. Fue descrita por Hunt & Breuning en 1957.

## Descripción
Mide 14-18 mm de longitud.

## Distribución
Se distribuye por Suazilandia y República de Sudáfrica.